# Бејтсланд (Јужна Дакота)
Бејтсланд (енгл. Batesland) град је у америчкој савезној држави Јужна Дакота.

## Демографија
По попису из 2010. године број становника је 108, што је 20 (22,7%) становника више него 2000. године.
| Група             | 2000.      | 2010.    |
| Белци             | 12 (13,6%) | 3 (2,8%) |
| Афроамериканци    | 0 (0,0%)   | 0 (0,0%) |
| Азијати           | 0 (0,0%)   | 0 (0,0%) |
| Хиспаноамериканци | 0 (0,0%)   | 4 (3,7%) |
| Укупно            | 88         | 108      |